# Kleine Naakameer
Het Kleine Naakameer, Zweeds – Fins: Pikku Naakajärvi, is een meer in Zweden, in de gemeente Pajala. De Zuidelijke Kihlankirivier komt door het meer en begint ongeveer een kilometer daarvoor in het Naakameer. De rivier stroomt na het Kleine Naakameer weer verder naar het oosten.
Afwatering: Naakameer → Zuidelijke Kihlankirivier → meer Kleine Naakameer → Zuidelijke Kihlankirivier → Muonio → Torne → Botnische Golf